# فابيان جوزيف
فابيان جوزيف (بالإنجليزية: Fabian Joseph)‏ (12 فبراير 1985 - ) هو لاعب كرة قدم سانت لوسيا في مركز الدفاع. شارك مع منتخب سانت لوسيا لكرة القدم.

## وصلات خارجية
- فابيان جوزيف على موقع الاتحاد الدولي (مؤرشف)  (الإنجليزية)
- فابيان جوزيف على موقع قاعدة بيانات كرة القدم.إي يو (الإنجليزية)
- فابيان جوزيف على موقع ناشيونال فوتبول تيمز (الإنجليزية)